# Zosterops abyssinicus
El anteojitos abisinio (Zosterops abyssinicus) es una pequeña ave paseriforme perteneciente a la familia de anteojitos Zosteropidae. Es endémica del noreste de África y el sur de Arabia.
Mide de 10 a 12 cm de longitud. Las partes superiores son color verde, aunque pueden ser más oscuras o grisáceas más hacia el norte. Existe un anillo angosto alrededor de los ojos, rodeado por una línea negra. Las partes bajas varían de un amarillo claro a un blanco grisáceo. Esta ave tiene una variedad de trinos y gorjeos como llamadas de contacto.
En África, habita desde el noreste de Sudán hasta Eritrea, Etiopía, el norte de Somalía y Kenia hasta el norte de Tanzania. También se la encuentra en la Isla Socotra. En Arabia, vive desde el sudoeste de Arabia Saudita a Yemen y el sur de Omán. Su hábitat natural son las tierras boscosas abiertas, los matorrales, los uadis y los jardines. Puede estar cerca de 1800 metros sobre el nivel del mar en África y a 3100 metros en Arabia. Normalmente se camufla entre las ramas de los árboles, aunque a veces desciende al suelo. Se alimenta principalmente de insectos y néctar de las flores.

## Subespecies
Se reconocen las siguientes:
- Zosterops abyssinicus arabs
- Zosterops abyssinicus abyssinicus
- Zosterops abyssinicus socotranus
- Zosterops abyssinicus omoensis
- Zosterops abyssinicus jubaensis
- Zosterops abyssinicus flavilateralis